# 芝加哥期貨交易所大樓
芝加哥期貨交易所大樓（Chicago Board of Trade Building）是位於美國芝加哥的一座摩天大樓，樓高45層。該地址從1848年起就是位於芝加哥期貨交易所所在，1925年，為了蓬勃交易所需，特地於原址興建此大樓，1930年完工後不但成為芝加哥地標外，在1965年之前也為該市的最高大樓。如今，該大樓內仍為從事期貨交易所用。
因為建築本身富有藝術裝飾，雕塑與大型石雕，尤其是中庭三層樓高的女神雕像更是相當知名。長久以來，這棟大樓一直是芝加哥市區內的流行觀光景點，以芝加哥為背景的許多電影也都會將此大樓入戲。